# 大竹辰也
大竹 辰也（おおたけ たつや、1947年（昭和22年）4月25日 - ）は、日本の団体役員。特定非営利活動法人あおもりラジオくらぶ代表理事、株式会社セミナー東北 専任講師。元青森放送アナウンサー。
新潟県村上市（旧・岩船郡山北町）生まれ。東北工業大学電子工学科卒業後、1971年青森放送入社。2004年退職。

## 青森放送アナウンサー時代の担当

### テレビ
- 長崎雲仙普賢岳大火砕流事件（1991年、リポーター）
- RABニュースレーダー（佐藤義之、鮫島大史のリリーフ）
- 北海道積丹半島豊浜トンネル岩盤墜落事故（1996年、リポーター）
- 3才のひみつ（幼児教育番組、11年担当）
- 全国高等学校サッカー選手権大会（全国大会の開会式・準決勝実況も担当）
- あなたとRAB

### ラジオ
- ニュースディスクパレード
- ターン・イッツ・アップ!!!（1977年土曜）
- たっちゃんの歌謡曲だよ（1981年土曜）
- 1時です 日曜の1
- 県立戦隊アオモレンジャー（声優）
- おはようワイドあおもり
- あおもりTODAY
- 全国高等学校野球選手権青森大会、県民駅伝、アイスホッケー、相撲、ボクシング、柔道、レスリング、水泳などの実況
- 卍の城物語（朗読）
- お昼はいただきミュージックランチ（リリーフ）

## 青森放送退職後
- 大竹辰也の歌謡曲だよ1・2・3～唄と歴史のハーモニー（青森ケーブルテレビ）